# Casson
Pour les articles homonymes, voir Casson (homonymie).
Casson est une commune de l'Ouest de la France, située dans le département de la Loire-Atlantique, en région Pays de la Loire.

## Géographie

Casson dans le département de la Loire-Atlantique

### Situation
Casson est situé à 22 km au nord de Nantes et 36 km à l'ouest d'Ancenis.
| Héric                    |        | Nort-sur-Erdre |
|                          | Casson |                |
| Grandchamp-des-Fontaines |        | Sucé-sur-Erdre |

### Relief
Le relief de Casson n'est que très peu prononcé, en effet la commune à une altitude moyenne de 11 m. Son point culminant se situe dans le parc du château du Plessis et surplombe la commune à 46 m, alors que le point le plus bas se situe sur les bords de l'Erdre avec une altitude de 3 m.

### Géologie
Le sous-sol de la commune est essentiellement composé d'un massif granitique.

### Climat
Pour des articles plus généraux, voir Climat des Pays de la Loire et Climat de la Loire-Atlantique.
En 2010, le climat de la commune est de type climat océanique franc, selon une étude du CNRS s'appuyant sur une série de données couvrant la période 1971-2000. En 2020, Météo-France publie une typologie des climats de la France métropolitaine dans laquelle la commune est exposée à un climat océanique et est dans la région climatique  Bretagne orientale et méridionale, Pays nantais, Vendée, caractérisée par une faible pluviométrie en été et une bonne insolation. 
Pour la période 1971-2000, la température annuelle moyenne est de 11,9 °C, avec une amplitude thermique annuelle de 13,4 °C. Le cumul annuel moyen de précipitations est de 789 mm, avec 12,6 jours de précipitations en janvier et 6,4 jours en juillet. Pour la période 1991-2020, la température moyenne annuelle observée sur la station météorologique de Météo-France la plus proche, sur la commune de Nort-sur-Erdre à 8 km à vol d'oiseau, est de 12,4 °C et le cumul annuel moyen de précipitations est de 760,4 mm,. Pour l'avenir, les paramètres climatiques de la commune estimés pour 2050 selon différents scénarios d'émission de gaz à effet de serre sont consultables sur un site dédié publié par Météo-France en novembre 2022.

### Hydrographie
L'Erdre borde la commune à son extrémité est, dans le parc du château de la Pervenchère. Cette rivière navigable, affluent de la Loire, est un cours d'eau relativement calme aux crues presque inexistantes. L'Erdre est désormais victime tous les étés d'une algue verte qui recouvre une grande partie de sa surface.
À 5 minutes du bourg se trouve le canal de Nantes à Brest, voie navigable traversant la Bretagne d'un bout à l'autre. Il dispose d'un chemin de randonnée qui le longe tout du long, en passant par les nombreuses écluses qui le jalonnent. Tout comme l'Erdre, il est très fréquent d'y voir des péniches ou des bateaux de plaisance.
L'étang de Pioret est le seul plan d'eau remarquable de la commune.
On peut également noter la présence de plusieurs cours d'eau plus petits :
- le ruisseau de Mortève, qui marque la limite de commune avec Sucé-sur-Erdre ;
- le ruisseau des vallées, qui marque la limite de commune avec Nort-sur-Erdre ;
- le ruisseau de la Pichonnière.

## Urbanisme

### Typologie
Au 1er janvier 2024, Casson est catégorisée bourg rural, selon la nouvelle grille communale de densité à sept niveaux définie par l'Insee en 2022.
Elle est située hors unité urbaine. Par ailleurs la commune fait partie de l'aire d'attraction de Nantes, dont elle est une commune de la couronne,. Cette aire, qui regroupe 116 communes, est catégorisée dans les aires de 700 000 habitants ou plus (hors Paris),.

### Occupation des sols
L'occupation des sols de la commune, telle qu'elle ressort de la base de données européenne d’occupation biophysique des sols Corine Land Cover (CLC), est marquée par l'importance des territoires agricoles (90,9 % en 2018), en diminution par rapport à 1990 (92,7 %). La répartition détaillée en 2018 est la suivante : 
zones agricoles hétérogènes (68,4 %), terres arables (20,9 %), zones urbanisées (3,6 %), espaces verts artificialisés, non agricoles (3,3 %), mines, décharges et chantiers (2 %), prairies (1,6 %), zones humides intérieures (0,2 %). L'évolution de l’occupation des sols de la commune et de ses infrastructures peut être observée sur les différentes représentations cartographiques du territoire : la carte de Cassini (XVIIIe siècle), la carte d'état-major (1820-1866) et les cartes ou photos aériennes de l'IGN pour la période actuelle (1950 à aujourd'hui).

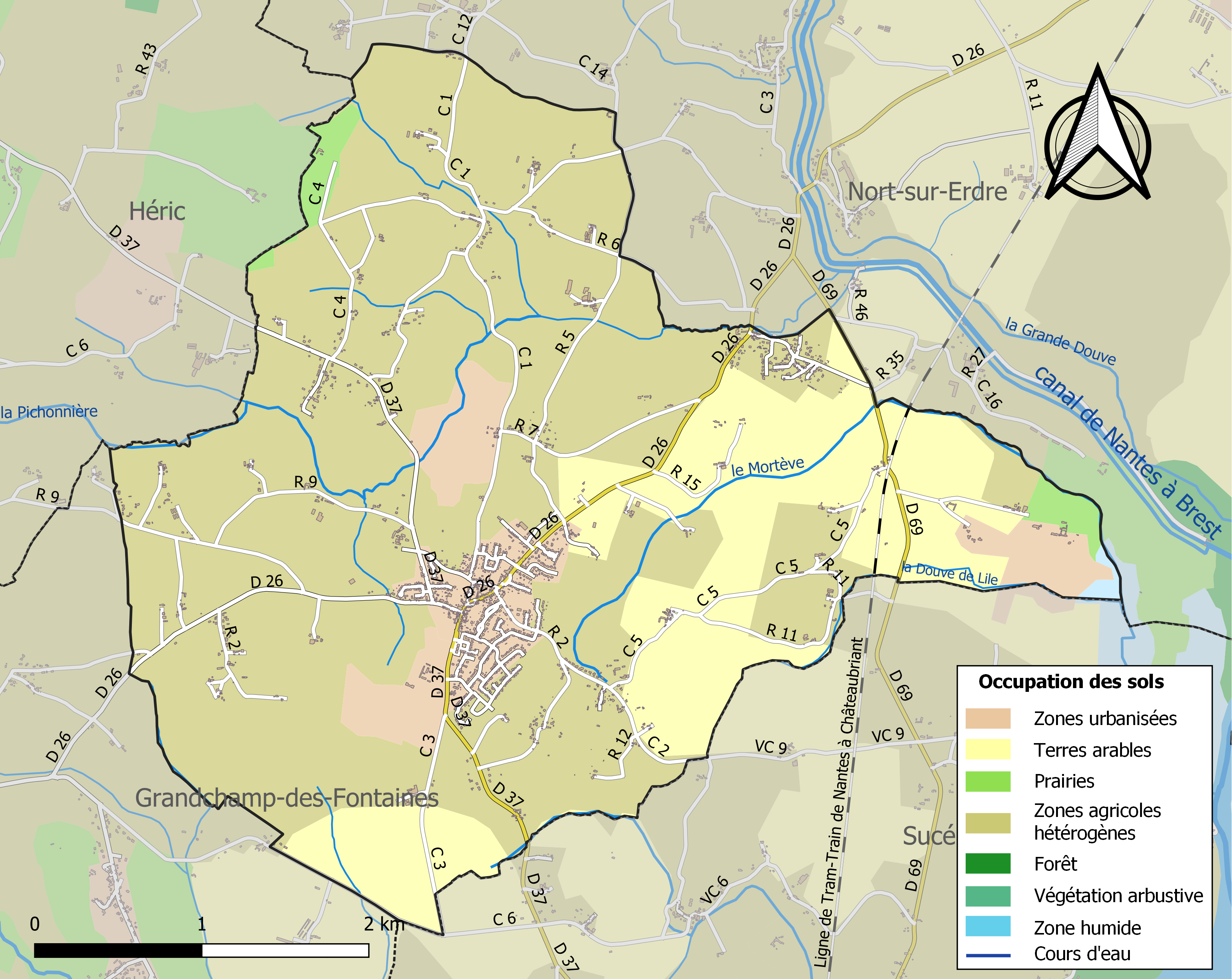
Carte des infrastructures et de l'occupation des sols de la commune en 2018 (CLC).

#### Voies de communication et transports
Casson se situe sur l'axe nord-sud reliant Nantes et Châteaubriant entre la RD 37 et la RD 26. La RN 137 reliant Nantes et Rennes dispose d'un échangeur à 5 km du bourg, de même l'A 11 reliant Nantes à Paris est à 20 km.
La ligne de Nantes-Orléans à Châteaubriant passe sur la partie est du territoire communal et possède une halte ferroviaire. La réouverture de la ligne sous la forme d'un tram-train  le 28 février 2014, n'a pas permis la remise en service de cette halte ferroviaire, malgré les demandes des habitants. Les gares les plus proches sont celles de Sucé-sur-Erdre et Nort-sur-Erdre.
L'aéroport Nantes Atlantique se trouve à 25 km.

## Toponymie
Le nom de la localité est attesté sous les formes Cacionus (990), Cassun (1075), Cassonam (1123), Cassonium (1278), Casson (depuis 1287).[réf. nécessaire]
Casson possède un nom en gallo, la langue d'oïl locale, écrit Câsson. En gallo, le nom de la commune se prononce [kɑsɔ̃],.
De nombreux lieux-dits sur la commune font référence au chêne : Les Glands, Le Chânier, Le Chêne-Chais, Le Chêne Saint-Louis, La Chesnaie.

### Les maires de Casson

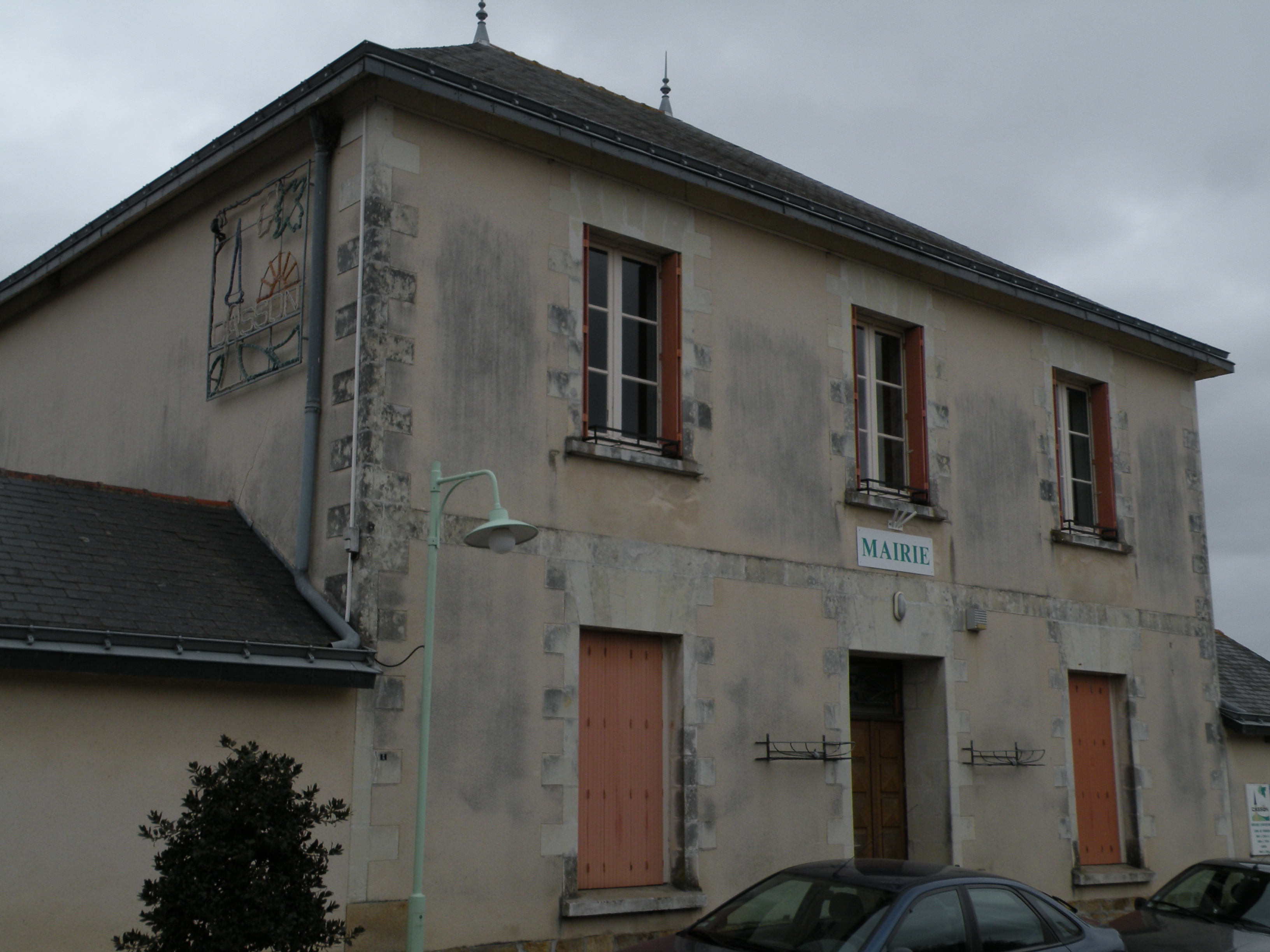
La mairie.

## Héraldique
| Blason | Blasonnement : D'argent à trois chouettes de sable, becquées, membrées et allumées de gueules. Commentaires : Ce sont les armes de la famille Urvoy de Saint-Bedan, derniers seigneurs de Casson et du Plessis, après le mariage à Casson, le 20 mai 1778, de Charles Annibal Marin Urvoy avec Adélaïde Françoise Catherine Boux de Casson (1755-1795). La commune ne ferait guère usage de ce blason, mais le bar-tabac-presse en a fait son nom : Tri Kaouenn (trois chouettes en vieux breton). |

## Politique et administration

### Politique
Comme dans la majorité des petites communes rurales, la vie politique est menée plus par les habitants motivés de bonne volonté voulant s'investir dans le développement de leur commune que par des véritables représentants politiques. Jusqu'à présent tout le monde était invité à venir s'inscrire sur la liste électorale pour participer à la vie de la municipalité, mais les élections de 2008 ont vu pour la première fois deux listes s'opposer.

### Politique environnementale
La commune dispose d'une station d'épuration.
Il existe sur la commune trois points de tri des déchets.
Plusieurs déchèteries sont à disposition des cassonnais : à Nort-sur-Erdre, Sucé-sur-Erdre et Grandchamp-des-Fontaines.
Un réseau de ramassage des poubelles a été mis en place depuis 2005, et la redevance incitative en 2012 à l'initiative de la communauté de communes Erdre et Gesvres dont dépend Casson.

### Projets
L'objectif principal que s'est fixé la municipalité pour le développement de la commune est la construction d'une salle polyvalente.

### Jumelages
Il n'existe pour l'instant pas de jumelages pour cette commune.

## Population et société
Selon le classement établi par l'Insee, Casson fait partie de l'aire urbaine et de la zone d'emploi de Nantes et du bassin de vie de Nort-sur-Erdre. Elle n'est intégrée dans aucune unité urbaine. Toujours selon l'Insee, en 2010, la répartition de la population sur le territoire de la commune était considérée comme « peu dense » : 99 % des habitants résidaient dans des zones « peu denses » et 1 % dans des zones « très peu denses ».

### Démographie
La commune de Casson est la commune de la Loire-Atlantique qui a connu la plus forte évolution démographique entre 1999 et 2006, elle a vécu une croissance démographique de 52,2 %.

#### Évolution démographique
L'évolution du nombre d'habitants est connue à travers les recensements de la population effectués dans la commune depuis 1793. Pour les communes de moins de 10 000 habitants, une enquête de recensement portant sur toute la population est réalisée tous les cinq ans, les populations de référence des années intermédiaires étant quant à elles estimées par interpolation ou extrapolation. Pour la commune, le premier recensement exhaustif entrant dans le cadre du nouveau dispositif a été réalisé en 2006.

En 2022, la commune comptait 2 600 habitants, en évolution de +17,28 % par rapport à 2016 (Loire-Atlantique : +6,68 %, France hors Mayotte : +2,11 %).
| 1793 | 1800 | 1806 | 1821 | 1831 | 1836 | 1841 | 1846 | 1851  |
| ---- | ---- | ---- | ---- | ---- | ---- | ---- | ---- | ----- |
| 862  | 804  | 900  | 869  | 912  | 909  | 997  | 991  | 1 068 |

| 1856  | 1861  | 1866  | 1872  | 1876  | 1881  | 1886  | 1891  | 1896  |
| ----- | ----- | ----- | ----- | ----- | ----- | ----- | ----- | ----- |
| 1 062 | 1 114 | 1 109 | 1 163 | 1 090 | 1 146 | 1 146 | 1 165 | 1 173 |

| 1901  | 1906  | 1911  | 1921 | 1926 | 1931 | 1936 | 1946 | 1954 |
| ----- | ----- | ----- | ---- | ---- | ---- | ---- | ---- | ---- |
| 1 144 | 1 189 | 1 095 | 924  | 887  | 834  | 782  | 719  | 714  |

| 1962 | 1968 | 1975 | 1982 | 1990  | 1999  | 2006  | 2011  | 2016  |
| ---- | ---- | ---- | ---- | ----- | ----- | ----- | ----- | ----- |
| 690  | 647  | 608  | 974  | 1 202 | 1 319 | 2 012 | 2 111 | 2 217 |

| 2021  | 2022  | - | - | - | - | - | - | - |
| ----- | ----- | - | - | - | - | - | - | - |
| 2 540 | 2 600 | - | - | - | - | - | - | - |

#### Pyramide des âges
La population de la commune est relativement jeune.
En 2018, le taux de personnes d'un âge inférieur à 30 ans s'élève à 41,0 %, soit au-dessus de la moyenne départementale (37,3 %). À l'inverse, le taux de personnes d'âge supérieur à 60 ans est de 13,5 % la même année, alors qu'il est de 23,8 % au niveau départemental.
En 2018, la commune comptait 1 181 hommes pour 1 150 femmes, soit un taux de 50,66 % d'hommes, largement supérieur au taux départemental (48,58 %).
Les pyramides des âges de la commune et du département s'établissent comme suit.
| Hommes | Classe d’âge | Femmes |
| ------ | ------------ | ------ |
| 0,2    | 90 ou +      | 0,2    |
| 2,1    | 75-89 ans    | 2,3    |
| 11,6   | 60-74 ans    | 10,6   |
| 19,8   | 45-59 ans    | 19,4   |
| 25,0   | 30-44 ans    | 26,9   |
| 14,9   | 15-29 ans    | 15,3   |
| 26,5   | 0-14 ans     | 25,4   |

| Hommes | Classe d’âge | Femmes |
| ------ | ------------ | ------ |
| 0,6    | 90 ou +      | 1,8    |
| 6      | 75-89 ans    | 8,6    |
| 15,1   | 60-74 ans    | 16,4   |
| 19,4   | 45-59 ans    | 18,8   |
| 20,1   | 30-44 ans    | 19,3   |
| 19,2   | 15-29 ans    | 17,4   |
| 19,5   | 0-14 ans     | 17,6   |

### Enseignement
Les enfants sont scolarisés à l'école publique Étienne-et-Joseph-Montgolfier ou à l'école Sainte-Anne, route de Sucé-sur-Erdre. L'école Montgolfier a fêté en 2012 les 30 ans de la réouverture de l'école publique à Casson ainsi que les 10 ans de ses nouveaux locaux.
Il existe également un accueil pour les plus petits au multi-accueil Paprika.
Il n'existe pas de collège ou d'autre établissement d'enseignement supérieur sur la commune. Les élèves doivent donc se rendre au collège de secteur, c'est-à-dire le collège Paul-Doumer à Nort-sur-Erdre, puis au lycée Camille-Claudel de Blain. Il existe des transports scolaires pour ces établissements.

### Santé
Trois médecins sont installés sur la commune. Cependant, il n'y a pas de pharmacie, les communes voisines en sont pourvues. Il existe aussi un cabinet de kinésithérapeute, une infirmière libérale, un dentiste, une sophrologue, un cabinet d'ostéopathie, et un cabinet d'infirmières.

### Infrastructures
La commune est pourvue d'une salle municipale, de deux terrains de football et d'une salle de sports. Elle est également dotée  d'un local jeunes.

### Vie associative
La commune de Casson peut s'enorgueillir d'abriter de nombreuses associations très actives.

#### Casson mon pays
Casson Mon Pays s'est donné pour but de faire du passé de Casson un atout pour l’avenir. L'association a pour but de valoriser toutes les facettes du patrimoine de la commune : ses arbres, ses sentiers, ses ateliers, ses artisans et ses commerces d'hier et d'aujourd'hui, ses fermes, ses maisons, ses moulins et ses ponts, ses chapelles et ses châteaux, ses gens et leur histoire. Elle est ouverte à toutes les mémoires vives de la commune.

#### Les Jeux Bretons
La grande fierté de la commune de Casson réside dans son équipe de Sports Athlétiques Bretons qui porte les couleurs de la commune dans toute la Bretagne lors de compétitions ou de démonstrations.
L'ensemble cassonnais est champion de la Loire-Atlantique depuis 10 ans et représente la commune tous les ans aux championnats de Bretagne.
Elle a également participé par deux fois aux championnats du monde de tir à la corde.
L'événement majeur de la commune fut l'organisation et l'accueil du championnat de Bretagne en 2003. La petite commune s'est vue transformée pour l'occasion en capitale des Sports Bretons. Cet événement a été l'occasion de recevoir plus de 4 000 spectateurs venus de toute la Bretagne, le Pays basque, l'Écosse, l'Irlande et la Galice.

#### La Compagnie du Trac
Théâtre Revue Amateur Casson. Deux troupes de théâtre animent les soirées cassonnaises. Une troupe adultes et une troupe jeunes, cette dernière jouera cette année (2020) à la salle municipale de Casson le samedi 14 mars à 15h00 et 20h30, puis le dimanche 15 mars à 15h00.

#### École de Musique Intercommunale Associative
L'EMI de Nort-sur-Erdre, Casson, Petit-Mars et Ligné accueille les enfants à partir de 4 ans, dans les cours d'éveil musical. À l'âge de 6 ans, ils entrent en niveau Initiation, niveau préparatoire à la formation musicale (solfège) l'année suivante.

#### Les Fontaines créatives
Activités de loisirs créatifs : ateliers "Mains et mots" pour les enfants (à Casson) et cours de scrapbooking pour les adultes et les ados (à Grandchamp des Fontaines).

## Économie

### Commerces
La commune compte quelques commerces : bar-tabac-presse-restaurant, boulangerie, garage automobile,auto-école, institut de beauté et deux salons de coiffure. Son groupement d'artisans englobe de très nombreux métiers.
Il existe également sur la commune une carrière qui apporte son flot quotidien de camions.

## Culture et patrimoine

### Patrimoine civil
- Le château du Plessis (1756), et sa chapelle Sainte-Anne. Propriété de Main Du Moulin (ou Nain du Moulin) en 1260. Classé monument historique par arrêté du 14 février 1989[25].
- Le château de la Pervenchère. Propriété de Jean Pernochère en 1435 et de Pierre Richard en 1787.
- Le Chemin Creux est un sentier de randonnée qui fait le tour de la commune, il est accessible à tous et en toute saison.

### Patrimoine religieux
- L'église Saint-Louis (1841), œuvre de l'architecte Chenantais. Le clocher est inscrit à l'inventaire du patrimoine naturel, car il abrite une race de chauves-souris très rare.
- La chapelle Sainte-Anne (1849).
- La chapelle Notre-Dame-de-Recouvrance (1860).

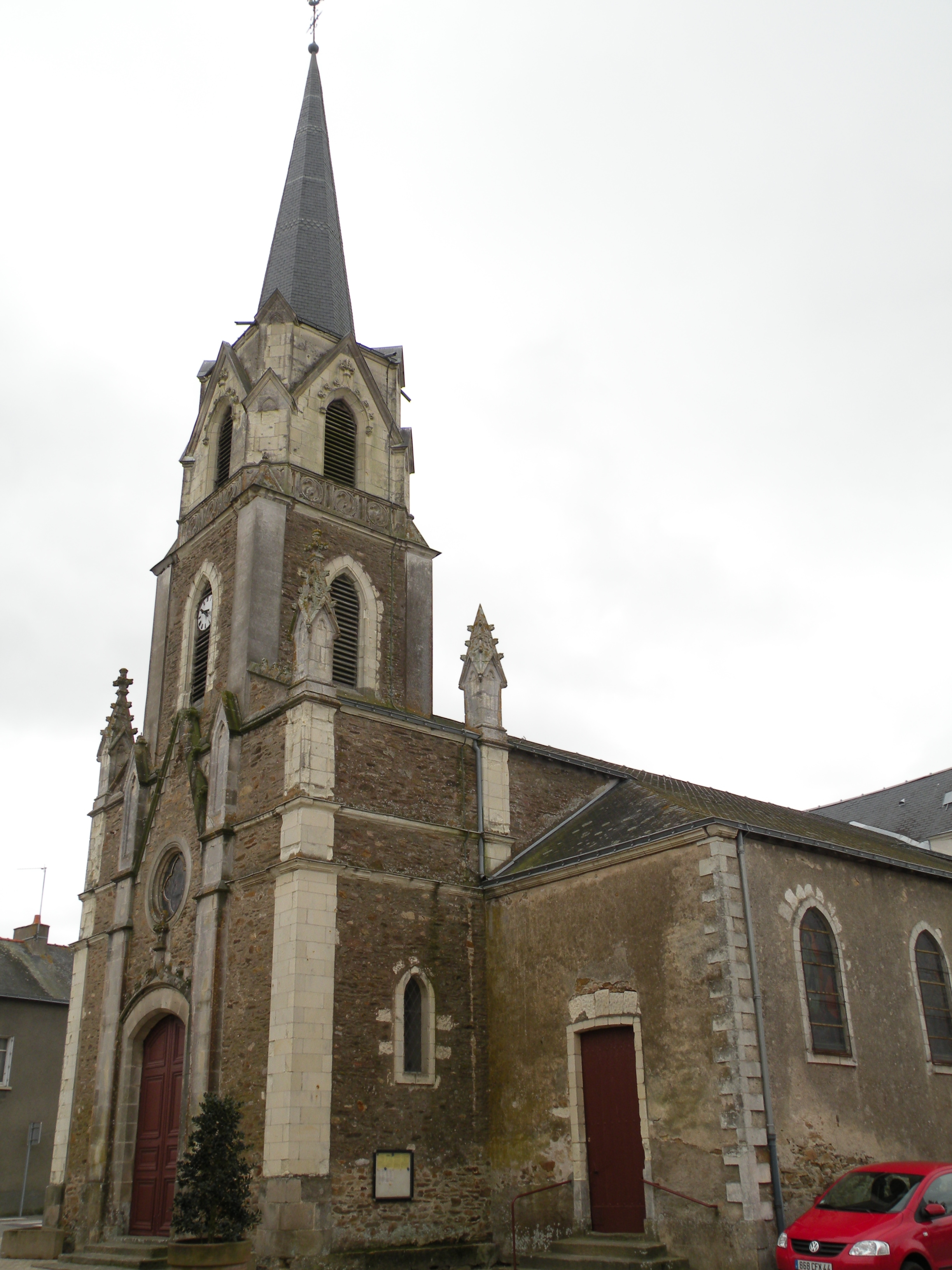
L'église Saint-Louis.
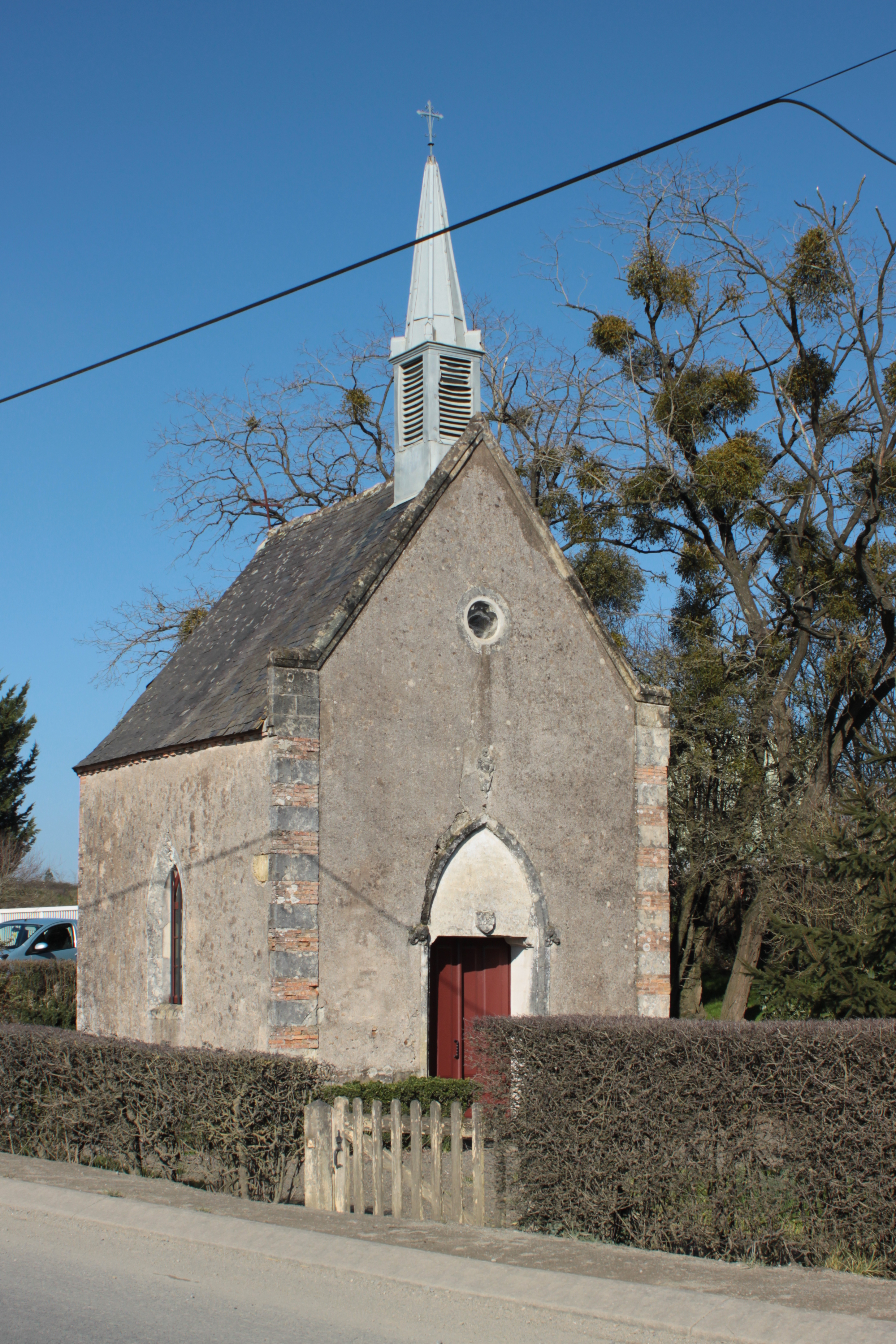
La chapelle de Recouvrance.

### Personnalités liées à la commune
- François Dollier de Casson (1636-1701), militaire et explorateur, est né au manoir de la Praye, paroisse de Fougeré, alors située dans le diocèse de Nantes.
- Pierre Richard de la Pervenchère, maire de Nantes de 1787 à 1788.

### Équipement culturel
La bibliothèque « Bouquins champêtres » est gérée par des bénévoles pour le compte de la communauté de communes d'Erdre et Gesvres. Elle est accompagnée depuis janvier 2014 de la ludothèque « Jeux champêtres ».